# Franz Rosenthal
Franz Rosenthal (Berlim, 31 de Agosto de 1914 - 8 de Abril de 2003) foi um linguista, orientalista e historiador alemão. Nasceu de uma família judia, filho de Kurt W. Rosenthal e Elsa Rosenthal. Estudou na Universidade de Berlim em 1932 as linguagens clássica e oriental e suas civilizações. Teve como professores Carl Becker (1876-1933), Richard Walzer (1900-1975) e Hans Heinrich Schaeder (1876-1957). Franz Rosenthal recebeu seu título de Doutor em 1935. Entre suas contribuições consta a tradução dos livros de Ibne Caldune "Prolegómenos" (Muqaddimah).